# Apristurus platyrhynchus
Apristurus platyrhynchus är en hajart som först beskrevs av Tanaka 1909.  Apristurus platyrhynchus ingår i släktet Apristurus och familjen rödhajar. IUCN kategoriserar arten globalt som otillräckligt studerad. Inga underarter finns listade i Catalogue of Life.

## Bildgalleri

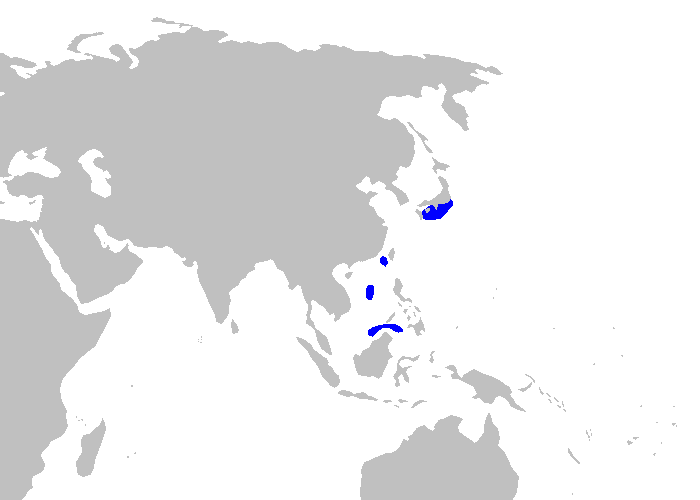